# Казарян, Эдуард Авакович
Эдуа́рд Ава́кович Казаря́н (арм. Էդուարդ Ավագի Ղազարյան, 1923, Ереван — 16 апреля 2012) — советский и армянский механик-микроминиатюрист, основатель искусства микроминиатюры, создатель микроскопических инструментов, движущихся фигур и картин, не имеющих аналогов в мире, заслуженный деятель искусств Республики Армения (2004). Музыкант по образованию. В течение нескольких лет являлся концертмейстером армянской филармонии.

## Биография
Его первые микроминиатюрные композиции были выставлены в 1947 году в Национальном Музее Еревана. Всего на его счету Казаряна более 1000 работ. Его микро-шедевры дарились Сталину, Хрущёву, Хо Ши Мину, Хоннекеру, Рокфеллеру, Королеве Англии Елизавете II и многим другим.
В 1977 году его работы демонстрировались в армянском павильоне советской выставки в Лос-Анджелесе (США). Американские посетители выставки назвали их «восьмым чудом света» (Los Angeles Times, ноябрь 21 1977).
Среди работ Казаряна — караван верблюдов в ушке иглы, фигура саксофониста на половине макового зерна, хачкар и лик Иисуса на крошках металла, букет роз из рыбьей чешуи, бабочки на разрезанном волоске. Есть такие забавные работы, как Дэвид Копперфильд на кончике волоса, упражняющийся на турнике, или играющий тростью Чарли Чаплин. Некоторые миниатюры можно рассмотреть только при помощи оптического увеличения в 5000 раз. Десять наиболее миниатюрных композиций Казаряна занесены в Книгу рекордов Гиннеса. Одной из самых лучших работ мастера считается миниатюра «Подкованные блохи, играющие в мяч».
По просьбе известного хирурга Святослава Фёдорова Казарян создал тончайшие микроиглы для сшивания ран при операциях на глазе, а совместно с офтальмологом Ярославом Фёдоровым придумал особый хрусталик.

## Память
- В 1989 году вышел документальный фильм «Кто он — Эдвард Казарян» (реж. Жирайр Агавелян).

## Интересные факты
- Сохнущее на балконе рисовое зёрнышко, на котором по заказу Лувра Казарян нарисовал копию картины Айвазовского «Девятый вал», было проглочено налетевшим голубем. В итоге, был потерян плод трёхмесячного труда стоимостью в миллион долларов[источник не указан 1703 дня].
- Однажды Хрущёв получил в подарок от правительства Индии швейную иголку с выгравированными на ней семью слонами. Подарок Хрущёву понравился, однако он был расстроен тем, что в СССР подобных умельцев нет. Вскоре после этого из Еревана в Дели ушла посылка — на волоске длиной в один сантиметр Эдуард Казарян поместил 300 слонов и надписал: «Да здравствует советско-индийская дружба!»[источник не указан 1703 дня]

## Галерея

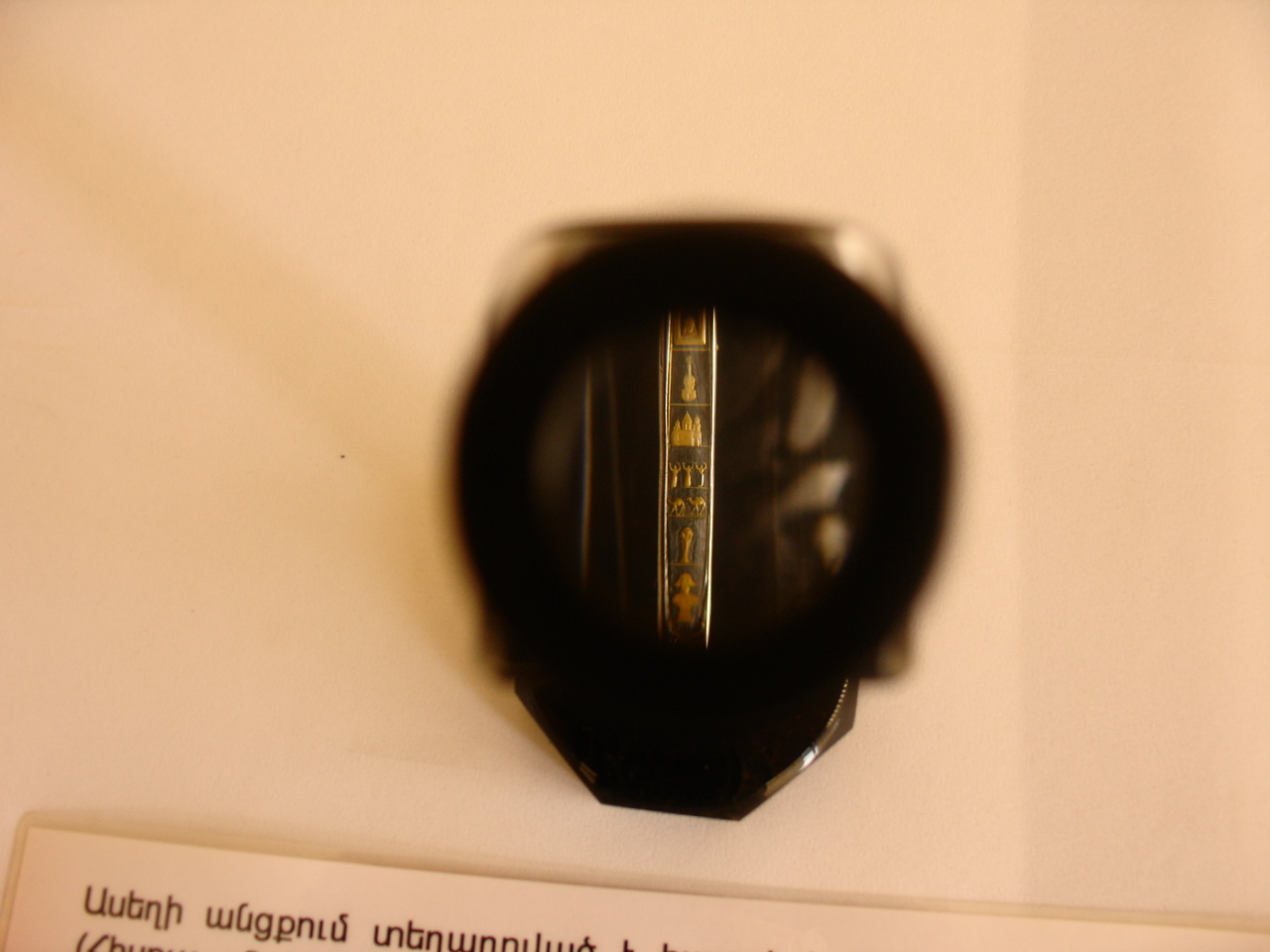
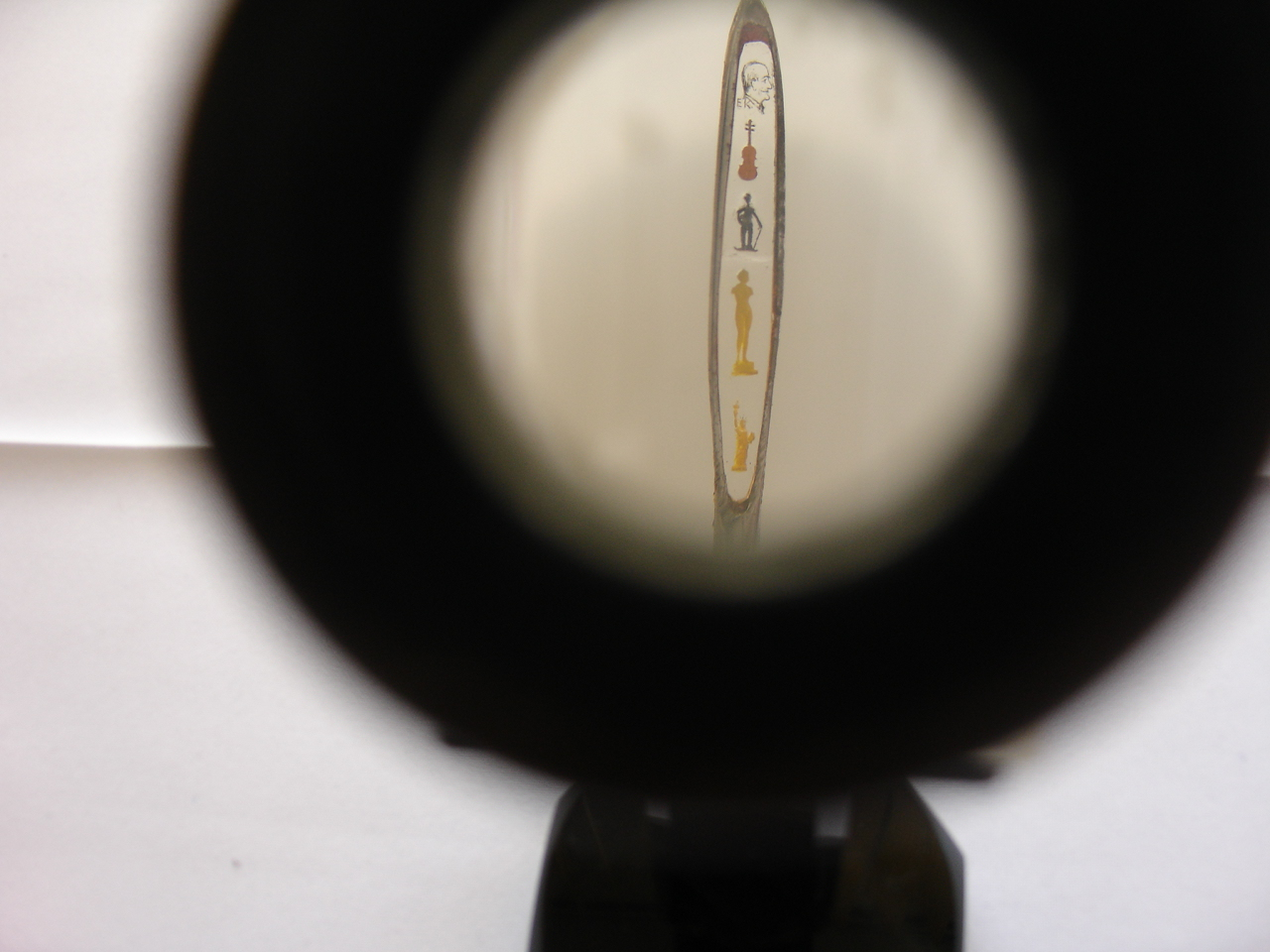